# Powiat Shiki
Powiat Shiki (jap. 磯城郡 Shiki-gun) – powiat w Japonii, w prefekturze Nara. W 2024 roku liczył 45 004 mieszkańców.

## Miejscowości
- Kawanishi
- Miyake
- Tawaramoto